# Jackson (Metro de Chicago)
Jackson (también conocida como Jackson/State) es una estación en la línea Roja del Metro de Chicago. La estación se encuentra localizada en 230 South State Street en Chicago, Illinois. La estación Jackson fue inaugurada el 17 de octubre de 1943.  La Autoridad de Tránsito de Chicago es la encargada por el mantenimiento y administración de la estación. Lake/State es una estación de transferencia entre las líneas Azul (por un túnel), Púrpura, Marrón, Naranja y Rosa vía la estación Harold Washington Library–State/Van Buren.

## Descripción
La estación Jackson cuenta con 1 plataforma central y 2 vías. 

## Conexiones
La estación es abastecida por las siguientes conexiones: 
Rutas del CTA Buses:
- #1 Indiana/Hyde Park
- #2 Hyde Park Express
- #6 Jackson Park Express
- #7 Harrison
- #10 Museum of Science and Industry
- #22 Clark
- #24 Wentworth
- #X28 Stony Island Express
- #29 State
- #36 Broadway
- #62 Archer (nocturno)
- #126 Jackson
- #130 Museum Campus (verano solamente)
- #132 Goose Island Express
- #144 Marine/Michigan Express
- #145 Wilson/Michigan Express
- #146 Inner Drive/Michigan Express
- #148 Clarendon/Michigan Express
- #151 Sheridan (nocturno)